# La Fayette (cratère)
Pour les articles homonymes, voir Lafayette.
La Fayette est le nom d'un cratère d'impact présent sur la surface de Vénus.
Le cratère a ainsi été nommé par l'Union astronomique internationale en 1985 en hommage à la femme de lettres française Madame de La Fayette.
Son diamètre est de 39,6 km. Il se situe dans la région du quadrangle de Meskhent Tessera (quadrangle V-3).